# Jeringa autodescartable
La jeringa autodescartable es un tipo especial de jeringa descartable que una vez usada se auto-destruye evitando así su reutilizacion, gracias a su mecanismo en donde una vez que el émbolo extrae y empuja el líquido a ser inyectado, el disco se separa automáticamente del vástago que lo sostiene. A diferencia de la jeringa descartable, la aguja de la autodescartable se encuentra adosada a la jeringa. Fue inventado por el argentino Carlos Arcusin en 1989 cuando escucho que en un hospital público de Buenos Aires reutilizaban las jeringas descartables. Por este invento, Arcusin fue el primer argentino en obtener la medalla de oro de la OMPI (Organización Mundial de la Propiedad Intelectual) en Suiza, la volvería a obtener al inventar el capuchón de seguridad para agujas hipodérmicas.